# Discos Chantecler
Discos Chantecler est un label discographique brésilien, filiale de Cássio Muniz S/A, actif entre 1957 et 1994.

## Histoire
Le label est fondé en 1957, et possédait un slogan figurant sous le logo, O Primeiro a ser Ouvido. Pendant son existence, il se situait Rua Aurora, 1011 à São Paulo, dans l'État de São Paulo.  il est racheté par Warner Music Brasil en 1994 et fermé.

## Cássio Muniz S/A
La société mère de Discos Chantecler, Cassio Muniz S/A, était située Rua Arouche, 23, República à São Paulo. La construction du building Edificio Cassio Muniz, est réalisée pour abriter toutes les activités industrielles et financières de Cassio Muniz regroupées en consortium sur le nom de Condominio Edificio Cassio Muniz.
Dans le domaine musical, Cassio Muniz S/A gravait des disques RCA pour le Brésil, et importait des récepteurs radio portatif tels que le RCA VICTOR 2B-401.
Les autres activités et les fondements économiques de la société incluent notamment la construction aéronautique et navigation aérienne. Cássio Muniz S/A possédait aussi une autre division industrielle, appelée Bluebird International Bicycles CMG, qui regroupait les activités de fabrication de bicyclettes dont le slogan était Segurança - Qualidade - Durabilidade.
La société se chargeait aussi de construire et vendre du modèle de voiture Brasília fabriquée par Fábrica de Carroçaria Esporte Ltda avec un moteur Volkswagen et une carrosserie en aluminium. L'exemplaire valait 1 190 000 Cr$ en 1960 et il a existé aussi un modèle « sportif » de cette automobile pour le peuple brésilien. Commerce de voitures et autres véhicules : Volkswagen, et Chevrolet...
Autres activités de production :
- A Música Das Estrelas : activité de production de programmes avec Geraldo Lima et Helio Pereira pour la radio.
- Cassio Muniz Show : activité de production de programmes avec Luís Carlos Miele.
- Teatro Cássio Muniz : activité de production de programmes.

## Groupes et artistes
Ils incluaient tous genres confondus : Maria Livia São Marcos, Roberto Carlos, Odette Lara, Reginaldo Rossi, Francisco Petrônio, Juca Chaves, Sérgio Reis, Waldick Soriano, Joelma, Tonico e Tinoco, Demônios da Garoa, Teixeirinha, As Galvão, Rosemary, The Jet Black's, Giane, Bobby Solo, Liu E Léu, Colt 45, Rosa Miyake, Abel e Caim, Cláudio e os Goldfingers, Craveiro e Cravinho, Joey Kay, The Bells, Strawberry Alarm Clock, Matuskela, Perfume Azul do Sol, Rolando Boldrin, Silvio Brito, Matéria Prima, Papa Poluição, Cezar, Cezar e Paulinho, Adriano Jr., Pena Branca e Xavantinho, Renato Borghetti, Mario Zan, Milva, Milionário e José Rico, Denilson,  Marcelo Aguiar, Joelho De Porco, Poly E Seu Conjunto, Trio Paraná, Belchior, Young-Holt Unlimited, Anamaria e Mauricio, et Ely Camargo.